# Without You I'm Nothing (film)
 (mai 2024).
La mise en forme du texte ne suit pas les recommandations de Wikipédia : il faut le « wikifier ».
Les points d'amélioration suivants sont les cas les plus fréquents. Le détail des points à revoir est peut-être précisé sur la page de discussion.
- Les titres sont pré-formatés par le logiciel. Ils ne sont ni en capitales, ni en gras.
- Le texte ne doit pas être écrit en capitales (les noms de famille non plus), ni en gras, ni en italique, ni en « petit »…
- Le gras n'est utilisé que pour surligner le titre de l'article dans l'introduction, une seule fois.
- L'italique est rarement utilisé : mots en langue étrangère, titres d'œuvres, noms de bateaux, etc.
- Les citations ne sont pas en italique mais en corps de texte normal. Elles sont entourées par des guillemets français : « et ».
- Les listes à puces sont à éviter, des paragraphes rédigés étant largement préférés. Les tableaux sont à réserver à la présentation de données structurées (résultats, etc.).
- Les appels de note de bas de page (petits chiffres en exposant, introduits par l'outil «  Source ») sont à placer entre la fin de phrase et le point final[comme ça].
- Les liens internes (vers d'autres articles de Wikipédia) sont à choisir avec parcimonie. Créez des liens vers des articles approfondissant le sujet. Les termes génériques sans rapport avec le sujet sont à éviter, ainsi que les répétitions de liens vers un même terme.
- Les liens externes sont à placer uniquement dans une section « Liens externes », à la fin de l'article. Ces liens sont à choisir avec parcimonie suivant les règles définies. Si un lien sert de source à l'article, son insertion dans le texte est à faire par les notes de bas de page.
- La présentation des références doit suivre les conventions bibliographiques. Il est recommandé d'utiliser les modèles {{Ouvrage}}, {{Chapitre}}, {{Article}}, {{Lien web}} et/ou {{Bibliographie}}. Le mode d'édition visuel peut mettre en forme automatiquement les références.
- Insérer une infobox (cadre d'informations à droite) n'est pas obligatoire pour parachever la mise en page.

Pour une aide détaillée, merci de consulter Aide:Wikification.
Si vous pensez que ces points ont été résolus, vous pouvez retirer ce bandeau et améliorer la mise en forme d'un autre article.
Without You I'm Nothing est un film de comédie musicale américain de 1990 réalisé par John Boskovich, avec pour vedette et scénariste la comédienne et chanteuse Sandra Bernhard. Il est basé sur le matériel de son spectacle solo primé du même nom, produit par Terry Danuser.
Le film est tourné en août 1989 au Coconut Grove de l'Ambassador Hotel à Los Angeles, avec Karole Armitage comme chorégraphe principale. Il recrée des scènes du spectacle, souvent avec Bernhard dans des costumes extravagants qui évoquent son personnage flamboyant, sans pour autant qu'elle "devienne" réellement ce personnage. Des fausses interviews, notamment avec Lu Leonard dans le rôle du manager de Bernhard et l'acteur Steve Antin, qui jouera plus tard avec elle dans un autre film intitulé "Inside Monkey Zetterland", ponctuent le film. Denise Bella Vlasis, imitatrice de Madonna, fait une référence directe à l'amitié entre Sandra et Madonna en incarnant le personnage de Shoshanna.
À la fin du film, Bernhard apparaît vêtue uniquement de cache-tétons et d'un string très étroit à motif de drapeau américain, et danse sur la magnifique chanson "Little Red Corvette" de Prince. Bien que le film ne connaisse pas un grand succès commercial, il est fortement apprécié par la critique pour ses commentaires acerbes sur les valeurs américaines et la culture des célébrités.
Dans son célèbre spectacle Off-Broadway de 2006, "Everything Bad & Beautiful", Sandra Bernhard termine en projetant la scène finale du film où Cynthia Bailey écrit "Fuck Sandra Bernhard" sur une nappe avec du rouge à lèvres.

## Médias domestiques
"Sans toi, je ne suis rien" sort en cassette VHS le 19 décembre 1990 et devient rapidement un film culte. Ce succès conduit à une réédition en VHS en 2000, dans le cadre de la collection "MGM Avant-Garde Cinema". Le film est ensuite disponible en DVD à partir du 23 août 2005.